# 제인 오스틴 북 클럽
제인 오스틴 북 클럽(The Jane Austen Book Club)은 2007년 개봉한 미국의 로맨틱 드라마 영화이다.

## 줄거리
영미권 대표적인 여성 작가 '제인 오스틴'의 6가지 작품을 읽는 북클럽에 관한 내용이다.
알음알음 모인 6명의 사람들이 각자 한권씩 책을 맡고, 한달에 한번 각자의 집에서 책을 읽은 후 모임을 갖는다.
책을 읽는 북클럽 회원들의 캐릭터와 제인 오스틴 소설 속 인물들이 묘하게 겹친다.
또 북클럽 회원들 각자의 어려움들이 제인 오스틴 소설 속 사건들과 교차되기도 한다.
책을 읽고 서로의 삶을 공유하고 서로 위로하면서 북클럽 회원들이 모두 '힐링'되는 이야기다.
[출처] 제인 오스틴 북 클럽|작성자 링보

## 출연
- 마리아 벨로 - 조설린 역
- 에밀리 블런트 - 프러디 역
- 케시 베이커 - 버너뎃 역
- 휴 댄시 - 그리그 역
- 에이미 브레너먼 - 실비아 역
- 매기 그레이스 - 앨러그라 역
- 지미 스미츠 - 대니얼 역
- 마크 블루커스 - 딘 역
- 린 레드그레이브 - 마마 스카이 역
- 케빈 지거스 - 트레이 역
- 낸시 트래비스 - 캣 해리스 역
- 파리사 플리츠 헨리 - 커린 역
- 그웬돌린 요 - 서맨사 옙 박사 역
- 민디 크리스트 - 린 역